# Women’s Cycling Grand Prix Stuttgart & Region
Der Women’s Cycling Grand Prix Stuttgart & Region ist ein Straßenradsportwettbewerb im Frauenradrennsport, der in Baden-Württemberg ausgetragen wird.
Das Rennen wurde 2023 erstmals ausgetragen und in die 2. Kategorie des internationalen Radsportkalenders aufgenommen und das einzige internationale Eintagesrennen für Frauen in Deutschland. Sportliche Leiterin der Erstaustragung mit Start in Tamm und Ziel in Stuttgart war die ehemalige Radrennfahrerin Lisa Brennauer. Zur Saison 2024 wurde das Rennen in die UCI Women's ProSeries hochgestuft.

## Palmarès
| Jahr | Siegerin            | Zweite                | Dritte             |
| ---- | ------------------- | --------------------- | ------------------ |
| 2023 | Elena Pirrone       | Kathrin Schweinberger | Linda Riedmann     |
| 2024 | Eleonora Gasparrini | Lieke Nooijen         | Mareille Meijering |
| 2025 |                     |                       |                    |